# Eclipse lunar de abril de 2005
| Eclipse lunar penumbral de 24 de abril de 2005 | Eclipse lunar penumbral de 24 de abril de 2005 |
| --- | ---------------------------------------------- |
| Previo | Eclipse \| Eclipse total \| Saros              |
| Posterior | Eclipse \| Eclipse total \| Saros              |
| El eclipse penumbral sobre Mineápolis, con imágenes insertadas de una Luna llena unas horas antes del eclipse y la Luna a las 9:55 UTC cerca del mayor eclipse. |                                                |
| La luna pasó (derecha a izquierda) por el sur de la sombra penumbral de la Tierra.                                                                              |                                                |
| Gamma | -1.0885                                        |
| Magnitud | 0.8650                                         |
| Saros | 141 (23 de 72)                                 |
| Duración (h:mn:sc) |                                                |
| Penumbral | 04:10:09                                       |
| Contactos |                                                |
| P1 | 07:49:58 UTC                                   |
| Máximo | 09:54:53 UTC                                   |
| P4 | 12:02:07 UTC                                   |
| La trayectoria de la luna a través sombra en la constelación de Virgo.                                                                                          |                                                |

El 24 de abril de 2005 tuvo lugar un eclipse lunar penumbral, el primero de dos eclipses lunares en 2005. En el eclipse máximo, el 86,5% del disco de la Luna estaba parcialmente sombreado por la Tierra, lo que provocó un ligero gradiente de sombra en su disco; este efecto sutil puede haber sido visible para los observadores cuidadosos. Ninguna parte de la Luna estaba en completa sombra. El eclipse duró 4 horas y 6 minutos en total y fue visible desde el este de Asia, Australia y las Américas.

## Visibilidad

### Mapa
El siguiente mapa muestra las regiones desde las cuales fue posible ver el eclipse. En gris, las zonas que no observaron el eclipse; en blanco, las que si lo presenciaron; y en celeste, las regiones que pudieron ver el eclipse durante la salida o puesta de la Luna.

## Miembro
Este es el miembro número 23 de Saros lunar 141. El evento anterior fue el eclipse lunar de abril de 1987. El próximo evento es el eclipse lunar de mayo de 2023.